# Créole saint-lucien

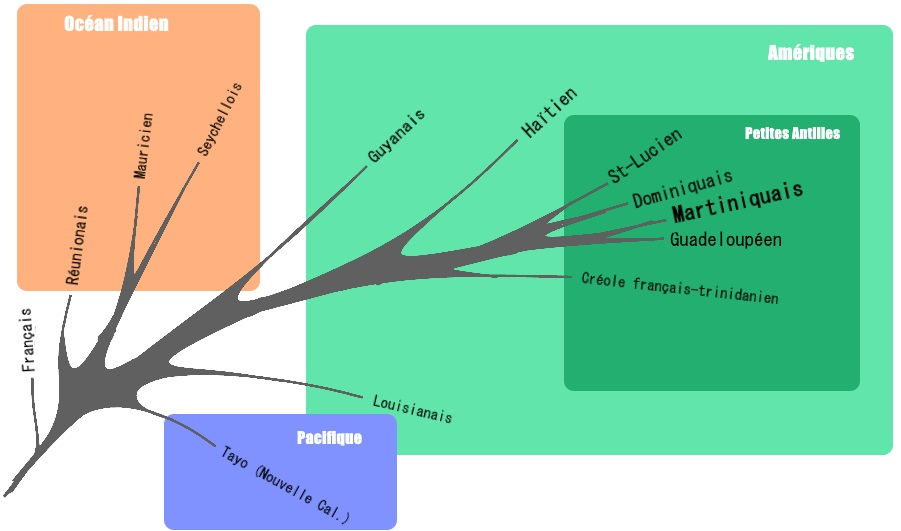
Parenté entre créoles à base lexicale française.

Le créole saint-lucien est une langue à base lexicale française très proche du créole dominiquais et du créole martiniquais.

## Usage
C’est la langue maternelle de 75 % des habitants de l’île de Sainte-Lucie, bien que l'anglais en demeure la seule langue officielle.
Le pourcentage d'intelligibilité entre les créoles français des Petites Antilles est de 97-99 %.

## Structure
Le créole de Sainte-Lucie  est établi sur une structure lexicale, grammaticale et syntaxique pratiquement identique à celle du créole martiniquais, la seule différence réelle entre ces deux variétés étant la présence de certains mots d'emprunts anglais (« car » ou « machin » pour « voiture » par exemple) en créole saint-lucien.